# Kannemeyeria
Genre
Synonymes
- † Proplacerias Cruickshank, 1970
- † Ptychocynodon Seeley, 1904
- † Sagecephalus Jaekel, 1926

Kannemeyeria est un genre éteint de grands dicynodontes de la famille également éteinte des Kannemeyeriidae, ayant vécu au cours d'une partie du Trias inférieur (Olénékien supérieur à Anisien moyen), il y a environ 247,2 et 242 millions d'années.

## Systématique
Le genre Kannemeyeria a été créé en 1908 par le paléontologue britannique Harry Govier Seeley (1839-1909).

## Répartition géographique
Kannemeyeria est connu dans la formation de Donguz près d'Orenbourg en Russie, dans la formation d'Omingonde en Namibie, dans la formation de Burgersdorp d'Afrique du Sud et dans la formation de Ntawere de Zambie.

## Description

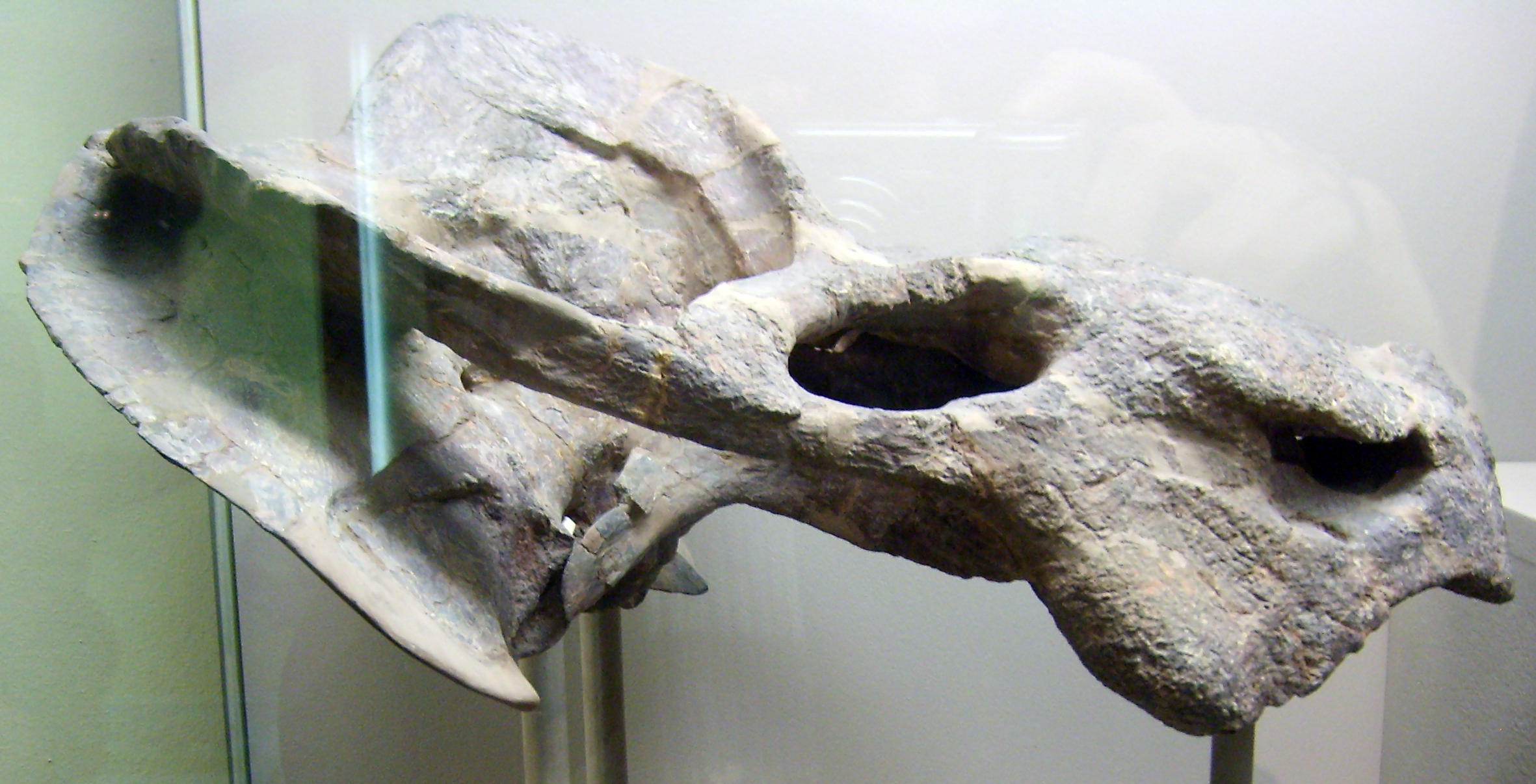
Crâne de K. simocephala au Musée d'histoire naturelle de Berlin.

Ce genre est l'un des premiers représentants de la famille des Kannemeyeriidae, et donc l'un des premiers grands herbivores du Trias. Les plus grandes espèces comme Kannemeyeria simocephala pouvaient mesurer environ trois mètres de long. En tant qu'herbivore, il avait un bec puissant et de forts muscles au niveau de la mâchoire pour cisailler le matériel végétal. Bien qu’il eût une grosse tête, celle-ci était légère en raison de la taille des orbites et de la cavité nasale. Il possédait aussi des ceintures de membres qui formaient des plaques massives d'os qui aidaient à soutenir son corps lourdement construit.

## Liste d'espèces
Selon Paleobiology Database (3 septembre 2021) :
- † Kannemeyeria lophorhinus Renaut et al., 2003
- † Kannemeyeria simocephala Weithofer, 1888 - espèce type
- † Kannemeyeria wilsoni Broom, 1937

En ce qui concerne Kannemeyeria vjuschkovi (J. Fröbisch 2009), il était à l'origine nommé Uralokannemeyeria vjuschkovi (Danilov 1971). Puis : Edaxosaurus edentatus (Kalandadze 1985, Battail & Surkov 2000), pour redevenir finalement, en 2020, Uralokannemeyeria vjuschkovi (Hellert and Lloyd 2020).